# Yannick Mukunzi
Yannick Mukunzi, född 2 oktober 1995, är en rwandisk fotbollsspelare som spelar för Sandvikens IF.

## Karriär
I december 2018 lånades Mukunzi ut till Sandvikens IF på ett låneavtal över säsongen 2019. I januari 2020 värvades han av Sandviken. I december 2020 förlängde Mukunzi sitt kontrakt med två år. I september 2022 förlängde han sitt kontrakt i Sandvikens IF fram över säsongen 2024. I november 2024 förlängde Mukunzi sitt kontrakt med ett år.